# FC Rotor Volgograd
FC Rotor Volgograd é um clube de futebol de Volgogrado, Rússia. É um dos maiores clubes de sua região, tendo sido em parte de sua existência o único representante da cidade no sistema de campeonato nacional. Ele esteve no nível superior do futebol soviético e russo; Durante a década de 1990 foi um dos clubes mais fortes na Rússia recém-independente e qualificou-se para competições europeias quatro vezes. O clube ganhou certa fama após eliminar o Manchester United na Copa da UEFA de 1995-96.

## Títulos
- Primeira Divisão Russa(Segunda Divisão): 1

(2019-20).
- Primeira Liga Soviética(Segunda Divisão):1

(1991).
- Segunda Liga Soviética(Terceira Divisão):1

(1981).
- Segunda Liga Russa(Terceira Divisão):1

(2011-12).
- Segunda Liga Soviética B(Quarta Divisão):1

(1937).
- (Liga Russa Amadora de Futebol)(Quarta Divisão)(Região Chernozemye:1

(2015).
(King's Cup):1
(1995)